# Liste der Baudenkmale in Harsum
In der Liste der Baudenkmale in Harsum sind alle Baudenkmale der niedersächsischen Gemeinde Harsum aufgelistet. Die Quelle der Baudenkmale ist der Denkmalatlas Niedersachsen. Der Stand der Liste ist der 10. August 2020.

## Adlum

### Gruppe: Katholische Pfarrkirche, Pfarrhaus, Kirchstraße 29
Die Gruppe „Katholische Pfarrkirche, Pfarrhaus, Kirchstraße 29“ hat die ID 34457382.

| Lage                                       | Bezeichnung | Beschreibung                             | ID       | Bild           |
| ------------------------------------------ | ----------- | ---------------------------------------- | -------- | -------------- |
| Kirchstraße 29 52° 12′ 44″ N, 10° 4′ 11″ O | Kirche      | Kirche St. Georg Adlum                   | 34511063 | Weitere Bilder |
| Kirchstraße 27 52° 12′ 44″ N, 10° 4′ 12″ O | Pfarrhaus   |                                          | 34511041 | BW             |
| Kirchstraße 29 52° 12′ 44″ N, 10° 4′ 10″ O | Grabstein   | Der Grabstein stammt aus dem Jahr 1720.  | 34511107 | BW             |
| Kirchstraße 29 52° 12′ 44″ N, 10° 4′ 10″ O | Grabstein   | Der Grabstein stammt aus dem Jahre 1658. | 34511086 | BW             |

### Gruppe: Hofanlage, Brinkstraße 7
Die Gruppe „Hofanlage, Brinkstraße 7“ hat die ID 34457368.

| Lage                                      | Bezeichnung | Beschreibung | ID       | Bild |
| ----------------------------------------- | ----------- | ------------ | -------- | ---- |
| Brinkstraße 7 52° 12′ 45″ N, 10° 3′ 58″ O | Hofanlage   |              | 34511018 | BW   |
| Brinkstraße 7 52° 12′ 44″ N, 10° 4′ 1″ O  | Bildstock   |              | 34511128 | BW   |
| Brinkstraße 7 52° 12′ 45″ N, 10° 4′ 2″ O  | Einfriedung |              | 34513915 | BW   |

### Gruppe: Hofanlage, Ahstedter Straße 16
Die Gruppe „Hofanlage, Ahstedter Straße 16“ hat die ID 34457354.

| Lage                                            | Bezeichnung        | Beschreibung | ID       | Bild |
| ----------------------------------------------- | ------------------ | ------------ | -------- | ---- |
| Ahstedter Straße 16 52° 12′ 42″ N, 10° 4′ 16″ O | Wohnhaus           |              | 34514116 | BW   |
| Ahstedter Straße 16 52° 12′ 40″ N, 10° 4′ 16″ O | Wirtschaftsgebäude |              | 34514182 | BW   |

### Einzelbaudenkmale
| Lage                                                           | Bezeichnung              | Beschreibung | ID       | Bild |
| -------------------------------------------------------------- | ------------------------ | ------------ | -------- | ---- |
| Kreisstraße, westlich der Ortslage 52° 12′ 39″ N, 10° 3′ 53″ O | Wegekreuz                |              | 34511172 | BW   |
| Am Teich 52° 12′ 54″ N, 10° 4′ 3″ O                            | Bildstock                |              | 34510997 | BW   |
| St.-Georg-Straße 52° 12′ 52″ N, 10° 4′ 21″ O                   | Bildstock                |              | 34511212 | BW   |
| Ahstedter Straße 52° 12′ 43″ N, 10° 4′ 20″ O                   | Bildstock                |              | 34510954 | BW   |
| Kreuzstraße 14 52° 12′ 46″ N, 10° 4′ 17″ O                     | Wohn-/Wirtschaftsgebäude |              | 34511192 | BW   |

## Asel

### Einzelbaudenkmale
| Lage                                            | Bezeichnung    | Beschreibung                    | ID       | Bild           |
| ----------------------------------------------- | -------------- | ------------------------------- | -------- | -------------- |
| Lappenberg 52° 11′ 39″ N, 9° 58′ 7″ O           | Kirche         | Kath. Kirche St. Catharina Asel | 34511379 | Weitere Bilder |
| Lappenberg 52° 11′ 39″ N, 9° 58′ 6″ O           | Baumbestand    |                                 | 34513962 | BW             |
| Lappenberg 52° 11′ 40″ N, 9° 58′ 8″ O           | Einfriedung    |                                 | 34514094 | BW             |
| Hildesheimer Straße 52° 11′ 40″ N, 9° 58′ 10″ O | Gedenkstein    | sogenannter Schwedenstein       | 34511339 | BW             |
| Am Kuckucksberg 52° 11′ 50″ N, 9° 58′ 8″ O      | Bildstock      |                                 | 34511254 | BW             |
| Lappenberg 52° 11′ 38″ N, 9° 58′ 5″ O           | Kriegerdenkmal |                                 | 34511358 | BW             |
| Lappenberg 52° 11′ 37″ N, 9° 58′ 8″ O           | Bildstock      | Tabernakelpfeilerbildstock      | 34511401 | BW             |
| Grafenstraße 52° 11′ 34″ N, 9° 57′ 56″ O        | Bildstock      | Tabernakelpfeilerbildstock      | 34511233 | BW             |

## Borsum

### Gruppe: Katholische Pfarrkirche, Pfarrhaus, Opfergasse
Die Gruppe „Katholische Pfarrkirche, Pfarrhaus, Opfergasse“ hat die ID 34457396.

| Lage                                      | Bezeichnung | Beschreibung                          | ID       | Bild           |
| ----------------------------------------- | ----------- | ------------------------------------- | -------- | -------------- |
| Opfergasse 31 52° 12′ 23″ N, 10° 0′ 44″ O | Kirche      | Kath. Pfarrkirche St. Martinus Borsum | 34511861 | Weitere Bilder |
| Opfergasse 31 52° 12′ 24″ N, 10° 0′ 43″ O | Friedhof    |                                       | 34511908 | BW             |
| Opfergasse 31 52° 12′ 24″ N, 10° 0′ 42″ O | Einfriedung |                                       | 34513938 | BW             |
| Opfergasse 1 52° 12′ 25″ N, 10° 0′ 42″ O  | Pfarrhaus   |                                       | 34511839 | BW             |

### Einzelbaudenkmale
| Lage                                                            | Bezeichnung                | Beschreibung               | ID       | Bild |
| --------------------------------------------------------------- | -------------------------- | -------------------------- | -------- | ---- |
| Feldweg zwischen Borsum und Machtsum 52° 12′ 3″ N, 10° 1′ 13″ O | Bildstock                  | Bildstock Maria Immaculata | 34513325 | BW   |
| Lindenstraße 52° 12′ 30″ N, 10° 0′ 33″ O                        | Wegekreuz                  |                            | 34511694 | BW   |
| Landwehrstraße 52° 12′ 32″ N, 10° 0′ 45″ O                      | Bildstock                  |                            | 34511653 | BW   |
| Hüddessumer Straße 52° 12′ 21″ N, 10° 1′ 4″ O                   | Wegkreuz                   |                            | 34512983 | BW   |
| Am Bäckerbrink 52° 12′ 21″ N, 10° 0′ 38″ O                      | Gedenkstein                | Jesuitenpater Heinr. Ruhen | 34511463 | BW   |
| Am Bäckerbrink 52° 12′ 19″ N, 10° 0′ 37″ O                      | Feuerwehrhaus              |                            | 34511443 | BW   |
| Meiergartenstraße 52° 12′ 18″ N, 10° 0′ 37″ O                   | Bildstock                  |                            | 34511818 | BW   |
| Am Südring 52° 12′ 13″ N, 10° 0′ 38″ O                          | Bildstock                  |                            | 34511975 | BW   |
| Goetheweg 11 52° 12′ 17″ N, 10° 0′ 15″ O                        | Wohnhaus                   |                            | 34511588 | BW   |
| Paul-Gerhardt-Straße 52° 12′ 21″ N, 10° 0′ 18″ O                | Bildstock                  |                            | 34511954 | BW   |
| Denkmalstraße 52° 12′ 20″ N, 10° 0′ 21″ O                       | Kriegerdenkmal             |                            | 34511544 | BW   |
| Lindenstraße 52° 12′ 22″ N, 10° 0′ 31″ O                        | Bildstock                  |                            | 34511714 | BW   |
| Lange Straße 5 52° 12′ 21″ N, 10° 0′ 24″ O                      | Wohn-/Wirtschaftsgebäude   |                            | 34511674 | BW   |
| Lindenstraße 16 52° 12′ 27″ N, 10° 0′ 32″ O                     | Wohnhaus                   |                            | 34511735 | BW   |
| Maschplatz 52° 12′ 28″ N, 10° 0′ 39″ O                          | Kreuzstein                 |                            | 34511797 | BW   |
| Maschplatz 52° 12′ 28″ N, 10° 0′ 40″ O                          | Bildstock                  |                            | 34511776 | BW   |
| Südring 52° 12′ 23″ N, 10° 0′ 48″ O                             | Bildstock                  |                            | 34511996 | BW   |
| Martinstraße 52° 12′ 33″ N, 10° 0′ 15″ O                        | Bildstock                  |                            | 34511755 | BW   |
| Feldweg von Borsum nach Machtsum 52° 12′ 3″ N, 10° 1′ 13″ O     | Bildstock Maria Immaculata |                            | 34513325 | BW   |
| Feldweg von Borsum nach Machtsum 52° 12′ 3″ N, 10° 1′ 13″ O     | Baumgruppe                 |                            | 34514028 | BW   |
| Aseler Straße 52° 12′ 5″ N, 9° 59′ 42″ O                        | Wegekreuz                  |                            | 34511524 | BW   |
| Harsumer Straße 52° 12′ 23″ N, 9° 59′ 9″ O                      | Feldkreuz                  |                            | 34511608 | BW   |
| Harsumer Straße 52° 12′ 23″ N, 9° 59′ 9″ O                      | Baumbestand                |                            | 34514050 | BW   |
| An Neuem Teich 52° 12′ 37″ N, 9° 59′ 32″ O                      | Wegekreuz                  |                            | 34511504 | BW   |
| Algermissener Straße 52° 13′ 8″ N, 10° 0′ 3″ O                  | Wegekreuz                  |                            | 34511422 | BW   |
| Algermissener Straße 52° 13′ 8″ N, 10° 0′ 3″ O                  | Baumbestand                |                            | 34514007 | BW   |

## Harsum

### Gruppe: Stichkanal Hildesheim, Abschnitt Harsum
Die Gruppe „Stichkanal Hildesheim, Abschnitt Harsum“ hat die ID 34457453.

| Lage                        | Bezeichnung | Beschreibung | ID       | Bild |
| --------------------------- | ----------- | --- | -------- | ---- |
| 52° 13′ 28″ N, 9° 56′ 24″ O | Kanal       | Die Eintragung des Stichkanal Hildesheim in das Denkmalverzeichnis gilt hier für den Abschnitt auf dem Gemeindegebiet der Gemeinde Harsum. Der nördliche Teil beginnt hier, der südliche Ende ist hier. | 34507198 | BW   |
| 52° 12′ 54″ N, 9° 56′ 24″ O | Brücke      | Die Zweigkanalbrücke, BW 391, überquert den Stichkanal Hildesheim im Rahmen der Förster Straße. | 34513147 | BW   |

### Gruppe: Pfarrkirche, Pfarrhaus und Freiflächen
Die Gruppe „Pfarrkirche, Pfarrhaus und Freiflächen“ hat die ID 34457326.

| Lage                                     | Bezeichnung    | Beschreibung                    | ID       | Bild           |
| ---------------------------------------- | -------------- | ------------------------------- | -------- | -------------- |
| Hoher Weg 52° 12′ 23″ N, 9° 57′ 50″ O    | Kirche         | Kath. Kirche St. Cäcilia Harsum | 34512494 | Weitere Bilder |
| Hoher Weg 52° 12′ 23″ N, 9° 57′ 48″ O    | Weg zur Kirche |                                 | 34512517 | BW             |
| Hoher Weg 52° 12′ 24″ N, 9° 57′ 51″ O    | Einfriedung    |                                 | 34514071 | BW             |
| Hoher Weg 52° 12′ 23″ N, 9° 57′ 49″ O    | Friedhof       |                                 | 34512540 | BW             |
| Mahnweg 4 52° 12′ 22″ N, 9° 57′ 49″ O    | Pfarrhaus      |                                 | 34512563 | BW             |
| Mahnweg 4 52° 12′ 22″ N, 9° 57′ 52″ O    | Bildstock      |                                 | 34512686 | BW             |
| Kaiserstraße 52° 12′ 22″ N, 9° 57′ 52″ O | Bildstock      |                                 | 34512666 | BW             |

### Einzelbaudenkmale
| Lage                                        | Bezeichnung              | Beschreibung | ID       | Bild |
| ------------------------------------------- | ------------------------ | ------------ | -------- | ---- |
| Am Thie 52° 12′ 32″ N, 9° 57′ 40″ O         | Kriegerdenkmal           |              | 34512040 | BW   |
| Am Thie 52° 12′ 31″ N, 9° 57′ 40″ O         | Bildstock                |              | 34512061 | BW   |
| Am Thie 6 52° 12′ 31″ N, 9° 57′ 42″ O       | Wohn-/Wirtschaftsgebäude |              | 34512081 | BW   |
| Kaiserstraße 27 52° 12′ 31″ N, 9° 57′ 52″ O | Krankenhaus              |              | 34512646 | BW   |
| Kaiserstraße 22 52° 12′ 29″ N, 9° 57′ 53″ O | Wohnhaus                 |              | 34512626 | BW   |
| Osterfeldstraße 52° 12′ 34″ N, 9° 58′ 5″ O  | Kapelle                  |              | 34512626 | BW   |
| 52° 12′ 44″ N, 9° 57′ 57″ O                 | Empfangsgebäude          | Bahnhof      | 34513783 | BW   |
| 52° 12′ 43″ N, 9° 57′ 57″ O                 | Güterschuppen            |              | 34513870 | BW   |

## Hönnersum

### Einzelbaudenkmale
| Lage                                               | Bezeichnung | Beschreibung                  | ID       | Bild           |
| -------------------------------------------------- | ----------- | ----------------------------- | -------- | -------------- |
| Heinrich-Aue-Straße 20 52° 11′ 10″ N, 10° 0′ 13″ O | Kirche      | Kirche St. Bernward Hönnersum | 34512815 | Weitere Bilder |
| Heinrich-Aue-Straße 52° 11′ 10″ N, 10° 0′ 14″ O    | Bildstock   | Marienstandbild               | 34512836 | BW             |
| Heinrich-Aue-Straße 52° 11′ 14″ N, 10° 0′ 13″ O    | Bildstock   |                               | 34512794 | BW             |
| Johann-Eggers-Straße 52° 11′ 15″ N, 10° 0′ 29″ O   | Bildstock   | Bildstock Beweinung Christi   | 34512857 | BW             |
| Eichendorffstraße 52° 11′ 6″ N, 10° 0′ 15″ O       | Bildstock   | Tabernakelpfeilerbildstock    | 34512752 | BW             |
| Eichendorffstraße 52° 11′ 5″ N, 10° 0′ 30″ O       | Bildstock   | Tabernakelpfeilerbildstock    | 34512773 | BW             |
| Unter den Pappeln 52° 11′ 41″ N, 10° 0′ 25″ O      | Wegekreuz   |                               | 34512878 | BW             |

## Hüddessum
| Lage                                         | Bezeichnung | Beschreibung                  | ID       | Bild           |
| -------------------------------------------- | ----------- | ----------------------------- | -------- | -------------- |
| Matthiasstraße 29 52° 12′ 9″ N, 10° 2′ 24″ O | Kirche      | Kirche St. Matthias Hüddessum | 34513044 | Weitere Bilder |
| Matthiasstraße 29 52° 12′ 8″ N, 10° 2′ 25″ O | Friedhof    |                               | 34513065 | BW             |
| Messestraße 20 52° 12′ 9″ N, 10° 2′ 23″ O    | Schule      |                               | 34513127 | BW             |
| Am Stapel 52° 12′ 15″ N, 10° 2′ 28″ O        | Bildstock   | Vesperbildstock               | 34512898 | BW             |
| Machtsumer Straße 52° 12′ 17″ N, 10° 2′ 8″ O | Wegekreuz   |                               | 34513003 | BW             |
| Matthiasstraße 52° 12′ 8″ N, 10° 2′ 4″ O     | Bildstock   |                               | 34513023 | BW             |
| Matthiasstraße 52° 12′ 7″ N, 10° 2′ 15″ O    | Bildstock   | Breitpfeilerbildstock         | 34513106 | BW             |

## Klein Förste
| Lage                                       | Bezeichnung | Beschreibung               | ID       | Bild           |
| ------------------------------------------ | ----------- | -------------------------- | -------- | -------------- |
| Johannesstraße 52° 12′ 53″ N, 9° 55′ 37″ O | Kapelle     | Kath., St. Joh. d. Täufer  | 34513196 | Weitere Bilder |
| Johannesstraße 52° 13′ 0″ N, 9° 55′ 36″ O  | Bildstock   | Tabernakelpfeilerbildstock | 34513217 | BW             |
| Hauptstraße 52° 12′ 51″ N, 9° 55′ 42″ O    | Wegekreuz   |                            | 34513176 | BW             |
| Marienallee 52° 12′ 53″ N, 9° 55′ 41″ O    | Bildstock   |                            | 34513261 | BW             |

## Machtsum

### Gruppe: Hofanlage, Neustadt 1
Die Gruppe „Hofanlage, Neustadt 1“ hat die ID 34457411.

| Lage                                  | Bezeichnung  | Beschreibung | ID       | Bild |
| ------------------------------------- | ------------ | ------------ | -------- | ---- |
| Neustadt 1 52° 11′ 38″ N, 10° 2′ 6″ O | Wohnhaus     |              | 34514160 | BW   |
| Neustadt 1 52° 11′ 38″ N, 10° 2′ 5″ O | Nebengebäude |              | 34514292 | BW   |
| Neustadt 1 52° 11′ 39″ N, 10° 2′ 7″ O | Nebengebäude |              | 34514226 | BW   |

### Gruppe: Kirchenanlage Machtsum
Die Gruppe „Kirchenanlage Machtsum“ hat die ID 51681749.

| Lage                                        | Bezeichnung | Beschreibung                       | ID       | Bild           |
| ------------------------------------------- | ----------- | ---------------------------------- | -------- | -------------- |
| Bettmarer Straße 52° 11′ 44″ N, 10° 2′ 5″ O | Kirche      | Kath. Kirche St. Nikolaus Machtsum | 34513282 | Weitere Bilder |
| Bettmarer Straße 52° 11′ 45″ N, 10° 2′ 5″ O | Kirchhof    |                                    | 34513848 | BW             |

### Einzelbaudenkmale
| Lage                                            | Bezeichnung            | Beschreibung | ID       | Bild           |
| ----------------------------------------------- | ---------------------- | ------------ | -------- | -------------- |
| Lindenallee 4 52° 11′ 46″ N, 10° 2′ 3″ O        | Pfarrhaus              |              | 34513367 | BW             |
| Neustadt 7 52° 11′ 35″ N, 10° 2′ 2″ O           | Wohnhaus               |              | 34513450 | BW             |
| Neustadt 10 52° 11′ 36″ N, 10° 2′ 1″ O          | Bildstock              |              | 34513407 | BW             |
| Neustadt 20 52° 11′ 32″ N, 10° 1′ 56″ O         | Bildstock              |              | 34513387 | BW             |
| Windmühlenstraße 6 52° 11′ 47″ N, 10° 1′ 41″ O  | Bockwindmühle Machtsum |              | 34513490 | Weitere Bilder |
| Windmühlenstraße 13 52° 11′ 44″ N, 10° 1′ 38″ O | Wegekreuz              |              | 34513470 | BW             |

## Rautenberg

### Gruppe: Evangelische Pfarrkirche, Pfarrhaus, Rutenbergstraße
Die Gruppe „Evangelische Pfarrkirche, Pfarrhaus, Rutenbergstraße“ hat die ID 34457425.

| Lage                                          | Bezeichnung    | Beschreibung                                | ID       | Bild           |
| --------------------------------------------- | -------------- | ------------------------------------------- | -------- | -------------- |
| Rutenbergstraße 24 52° 13′ 13″ N, 10° 2′ 2″ O | Kirche         | Ev. Kirche St. Cosmas und Damian Rautenberg | 34513592 | Weitere Bilder |
| Rutenbergstraße 24 52° 13′ 14″ N, 10° 2′ 1″ O | Kriegerdenkmal |                                             | 34513615 | BW             |
| Rutenbergstraße 24 52° 13′ 13″ N, 10° 2′ 1″ O | Kirchhof       |                                             | 34513638 | BW             |
| Rutenbergstraße 24 52° 13′ 14″ N, 10° 2′ 3″ O | Einfriedung    |                                             | 34513660 | BW             |
| Rutenbergstraße 26 52° 13′ 13″ N, 10° 2′ 3″ O | Pfarrhaus      |                                             | 34513682 | BW             |

### Gruppe: Hofanlage, Rutenbergstraße 39
Die Gruppe „Hofanlage, Rutenbergstraße 39“ hat die ID 34457439.

| Lage                                          | Bezeichnung | Beschreibung | ID       | Bild |
| --------------------------------------------- | ----------- | ------------ | -------- | ---- |
| Rutenbergstraße 39 52° 13′ 8″ N, 10° 2′ 10″ O | Wohnhaus    |              | 34514138 | BW   |
| Rutenbergstraße 39 52° 13′ 8″ N, 10° 2′ 12″ O | Stall       |              | 34514204 | BW   |
| Rutenbergstraße 39 52° 13′ 7″ N, 10° 2′ 11″ O | Scheune     |              | 34514270 | BW   |

### Einzelbaudenkmale
| Lage                                       | Bezeichnung | Beschreibung | ID       | Bild |
| ------------------------------------------ | ----------- | ------------ | -------- | ---- |
| Am Burgwall 8 52° 13′ 14″ N, 10° 2′ 12″ O  | Wohnhaus    |              | 34513530 | BW   |
| Am Burgwall 11 52° 13′ 12″ N, 10° 2′ 14″ O | Wohnhaus    |              | 34513550 | BW   |
| Am Burgwall 15 52° 13′ 9″ N, 10° 2′ 18″ O  | Wohnhaus    |              | 34513807 | BW   |